# NGC 4410B
NGC 4410B (другие обозначения — NGC 4410-2, ZWG 70.73, UGC 7535, VCC 907, MCG 2-32-47, KCPG 335B, MK 1325, PGC 40697) — галактика в созвездии Дева.
Этот объект входит в число перечисленных в оригинальной редакции «Нового общего каталога».
В галактике вспыхнула сверхновая SN 1965A, её пиковая видимая звездная величина составила 16,0.